# RN10 (Dschibuti)
Die RN10 ist eine Fernstraße in Dschibuti, die die RN9 mit der RN8 verbindet. Im Anschluss verläuft die N11, die 100 Kilometer lang ist. zur RN11. Der nummerierte Abschnitt ist vier Kilometer lang.